# 전용선 (음악가)
전용선(全用先, 1888년 ~ 1965년)은 대한민국의 연주가로, 단소의 명인이다. 호는 ‘추산(秋山)’이며, 전북 고부에서 출생하였다. 서숙에서 한문을 배우다가 20세 때부터 단소를 익히기 시작하였다.
전용선은 처음에 거문고와 가야금을 배워 풍류(관악합주 또는 현악기가 중심인 관현합주)를 통달했고, 이후 단소의 청량한 소리에 매혹되어 단소 공부에 전념했다. 또한 정악뿐만 아니라 속요에도 많은 관심을 가져 시나위 가락을 연구하였고, 단소산조의 새로운 경지를 개척해 ‘전용선류 단소산조’의 기틀을 마련했다.
1963년에 국립 국악원이 제정한 국악상을 받았다.